# Inde britannique
 (novembre 2013).
Si vous disposez d'ouvrages ou d'articles de référence ou si vous connaissez des sites web de qualité traitant du thème abordé ici, merci de compléter l'article en donnant les références utiles à sa vérifiabilité et en les liant à la section « Notes et références ».

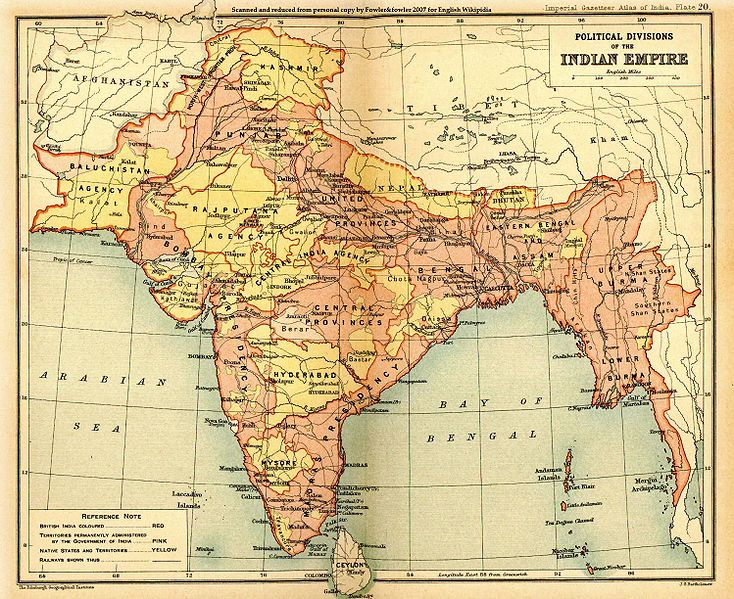
En rose, les provinces au sein du Raj britannique en 1909.

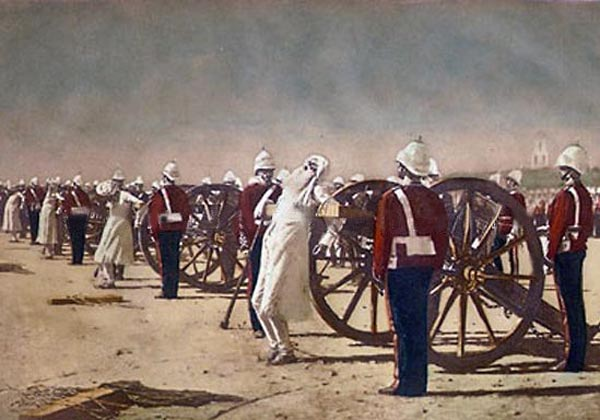
Exécutions au canon en Inde lors de la Révolte des Cipayes (1857-1858) (peinture russe de Vassili Vereshchagin (1887).

L'Inde britannique (« British India ») est la partie du sous-continent indien placée sous la domination britannique de 1757 à 1947. Les historiens distinguent généralement deux périodes :
- le Raj de la Compagnie, de 1757 à 1858, quand la Compagnie des Indes orientales domine le pays ;
- le Raj britannique, de 1858 à l'indépendance en 1947, quand le gouvernement britannique assume directement le contrôle du pays.

En 1890, les Indiens sont toujours sous la domination des Britanniques. Dans les textes législatifs de l'époque, l'expression désigne stricto sensu les provinces administrées directement par les Britanniques, ainsi distinguées des États princiers dirigés par un souverain local.

## Historique

### Des premières implantations à la domination

Carte des pays situés entre l'Angleterre et l'Inde. Le géographe James Wyld l'a conçue pour montrer les routes terrestres et maritimes vers l'Est de l'Angleterre, la ligne de communication avec les possessions indiennes de l'Angleterre, et la position relative de la Russie par rapport à l'Angleterre et à l'Hindoustan. 1855.

Si la domination britannique s'étend de 1757 à 1947, date de l'indépendance de l'Inde, les Britanniques étaient présents dans certaines parties de l'Inde dès 1600, avec la création de la Compagnie britannique des Indes. Cependant, les Britanniques ne vont instaurer une présence solide que vers les années 1630, consolidant notamment leurs positions à Madras, et à Bombay. Le Bengale est l'enjeu d'une longue lutte avec les Français, entre 1685 et 1757, qu'ils vont évincer d'Inde à la suite de la guerre de Sept Ans. Lors du traité de Paris de 1763, les Britanniques ne vont laisser que cinq comptoirs aux Français, et s'emparer du reste de l'Inde, en maintenant des États princiers, des protectorats ou des colonies (Madras). Ils vont maintenir les Portugais, avec qui ils sont en bons termes, sur de petits territoires, dont Goa, qui sont cependant très dépendants des territoires gérés par les Britanniques.

### Famines
Entre les années 1870 et 1890, près de 15 millions d'Indiens meurent de famines successives. Le degré de responsabilité de l’administration coloniale britannique est sujet à controverses entre historiens, D'après l'historien Niall Ferguson, « il y a des preuves claires d'incompétence, de négligence et d'indifférence au sort des affamés », mais pas de responsabilité directe, l’administration coloniale étant simplement restée passive. Au contraire pour l'historien Johann Hari : « Loin de ne rien faire pendant la famine, les Britanniques ont fait beaucoup — pour [faire] empirer les choses. Les autorités auraient en effet continué d'encourager les exportations vers la métropole sans s’inquiéter des millions de morts sur le sol indien »,.   
L'historien Mike Davis soutient également l'idée que « Londres mangeait le pain de l'Inde » pendant la famine. En outre, le vice-roi Robert Lytton fait interdire de porter assistance aux personnes affamées, parfois décrites comme « indolentes » ou « incompétentes pour le travail ». Les journaux des régions épargnées par la famine reçoivent l'instruction d'en parler le moins possible. D'après Mike Davis, Lord Lytton aurait été guidé par l'idée qu'en « s'en tenant à l'économie libérale, il aidait obscurément le peuple indien ».

### Déclin économique relatif
La période coloniale représente pour l'Inde un fort déclin économique, en comparaison du reste du monde : d'après les statistiques réalisées par l’historien et économiste britannique Angus Maddison, la part de l'Inde dans la richesse mondiale est tombée de 22,6% en 1700 à 3,8% en 1952.

## Chronologie
- 1611 : liens commerciaux des Anglais à Machilipatnam
- 1612 : premier avant-poste anglais établi à Surat
- 1661 : Bombay est cédée aux Anglais en tant qu'élément de la dot de la princesse portugaise Catherine de Bragance à Charles II d'Angleterre
- 1640-1690 : organisation des trois présidences de Bombay, Madras et du Bengale
- 1756 : épisode du Trou Noir de Calcutta
- 1757 : à la bataille de Plassey, les troupes de la Compagnie anglaise des Indes orientales prennent le contrôle du Bengale
- 1764 : victoire de Robert Clive à la Bataille de Buxar, la Compagnie obtient de l'empereur moghol les droits de diwani (administration et collecte des taxes foncières) et de nizamat (justice pénale) sur le Bengale
- 1779-1818 : guerres anglo-marathes
- 1818 : fin de l'occupation des comptoirs néerlandais en Inde par le Royaume-Uni, la côte de Malabar est annexée et la côte de Coromandel retourne aux Pays-Bas
- 1823 : les Rajputs se soumettent aux Britanniques
- 1824-1826 : première guerre anglo-birmane, les Birmans cèdent le royaume d'Arakan et des anciens territoires siamois du Tenasserim, Ye, Tavoy et Mergui ainsi qu'une bonne partie de leurs côtes
- 1825 : la côte de Coromandel est cédée aux Britanniques par les Pays-Bas
- 1831 : le raja de Mysore est déposé et son administration assurée par la Compagnie
- 1839-1842 : première guerre anglo-afghane
- 1839 : Serampore est vendue aux Britanniques par le Danemark
- 1843 : guerre de Gwalior, les Britanniques s'emparent du Sind
- 1845 : Tranquebar, Frederiksnagore et la plupart des autres comptoirs danois sont vendus aux Britanniques
- 1845 : les Hollandais vendent leurs territoires indiens aux Britanniques
- 1845-1846 : première guerre britanno-sikhe
- 1848-1849: seconde guerre britanno-sikhe, les Sikhs sont écrasés par Lord Gough, annexion du Pendjab
- 1852 : seconde guerre britanno-birmane, annexion de la Basse-Birmanie
- 1853 : annexion de l'Oudh
- 1857 : Révolte des Cipayes matée par les Britanniques, l'empereur moghol est exilé
- 1858 : annexion des autres régions de la Birmanie
- 1858 : le Parlement britannique transfère le pouvoir politique de la Compagnie des Indes orientales à la couronne britannique
- 1874 : création de la province d'Assam
- 1875 : les îles Andaman-et-Nicobar deviennent une province
- 1886 : la Birmanie devient une province de l'Inde britannique
- 1887 : création de la province du Balouchistan
- 1901 : création de la province du Bihar-et-Orissa
- 1905-1912 : partition du Bengale
- 1912 : Delhi est séparée du Pendjab et devient capitale du Raj
- 1932 : Aden est séparé de la présidence de Bombay
- 1936 : le Bihar et l'Orissa forment deux provinces séparées
- 1937 : la Birmanie et Aden deviennent des colonies séparées

## Provinces
Les présidences ou provinces sont les régions d'Inde placées sous l'administration directe de la Compagnie britannique des Indes orientales de 1612 à 1858 (période dite du Raj de la compagnie), puis sous celle de la couronne britannique (période dite du Raj britannique) de 1858 à 1947, à la suite de traités, de guerres ou d'annexions.
Dans la législation de l'époque, les provinces sont appelées « Inde britannique » (« British India ») car au sein de l'Inde sous domination coloniale, elles se distinguent des États princiers, sous l'autorité d'un monarque local mais reconnaissant la suzeraineté britannique.
Au début du XXe siècle, il existe huit provinces majeures, dirigées par un gouverneur (Governor) nommé directement par Londres ou un lieutenant-gouverneur (Lieutenant-Governor) nommé par le Vice-roi, et cinq provinces moins importantes dirigées par un commissaire en chef (Chief Commissioner).
| Province                               | Superficie en km2 | Population en 1901 (en millions) | Administrateur                                                              |
| -------------------------------------- | ----------------- | -------------------------------- | --------------------------------------------------------------------------- |
| Assam                                  | 130 000 km2       | 6                                | Commissaire en chef                                                         |
| Bengale                                | 390 000 km2       | 75                               | Lieutenant-gouverneur                                                       |
| Bombay                                 | 320 000 km2       | 19                               | Gouverneur                                                                  |
| Birmanie                               | 440 000 km2       | 9                                | Lieutenant-gouverneur                                                       |
| Provinces centrales                    | 270 000 km2       | 13                               | Commissaire en chef                                                         |
| Madras                                 | 370 000 km2       | 38                               | Gouverneur                                                                  |
| Pendjab                                | 250 000 km2       | 20                               | Lieutenant-gouverneur                                                       |
| Provinces unies                        | 280 000 km2       | 48                               | Lieutenant-gouverneur                                                       |
| Province de la Frontière du Nord-ouest | 41 000 km2        | 2,1                              | Commissaire en chef                                                         |
| Balouchistan britannique               | 120 000 km2       | 0,3                              | Agent politique britannique au Balouchistan, commissaire en chef ex officio |
| Coorg                                  | 4 100 km2         | 0,2                              | Résident britannique à Mysore, commissaire en chef ex officio               |
| Ajmer-Merwara                          | 7 000 km2         | 0,5                              | Agent politique britannique au Rajputana, commissaire en chef ex officio    |
| Îles Andaman-et-Nicobar                | 8 249 km2         | 0,03                             | Commissaire en chef                                                         |
| Total                                  | 3 393 000 km2     | 231                              | -                                                                           |

De 1905 à 1911, le Bengale est divisé en deux et une nouvelle province, l'Assam-et-Bengale-oriental est créé, dirigée par un lieutenant-gouverneur. En 1911, le Bengale-oriental est réuni au Bengale et les nouvelles provinces à l'est sont l'Assam, le Bengale, le Bihar et l'Orissa.
À la veille de l'Indépendance en 1947, les Indes comptent 17 provinces :
- Ajmer-Merwara-Kekri
- Îles Andaman-et-Nicobar
- Assam
- Baloutchistan
- Présidence du Bengale
- Bihar
- Présidence de Bombay
- Provinces centrales et Berar
- Coorg
- Province de Delhi
- Présidence de Madras
- Province de la Frontière-du-Nord-Ouest
- Panth-Piploda
- Orissa
- Penjab
- Sind
- Provinces unies d'Agra et d'Oudh

Au moment de la partition, 11 provinces rejoignent l'Inde (Ajmer-Merwara-Kekri, îles Andaman et Nicobar, Bihar, Bombay, Provinces centrales et Berar, Coorg, Delhi, Madras, Panth-Piploda, Orissa et les Provinces unies), 3 le Pakistan (Baloutchistan, Frontière du Nord-ouest et Sind) et 3 sont divisées entre l'Inde et le Pakistan (Assam, Bengale et Pendjab).

## Fin de l’Inde britannique en 1947
Plusieurs mouvements indépendantistes ont lutté pendant des décennies contre la domination britannique, dont Gandhi par des campagnes de désobéissance civile. La Grande-Bretagne de l’après-guerre n’ayant plus les moyens ou la volonté de s’y opposer, l’indépendance est octroyée le 15 août 1947 par la création de deux dominions.